# Lu Xiaojun
Lu Xiaojun (chinês: 吕小军; pinyin: lǚxiǎojūn; Huangshi, Hubei, 27 de julho de 1984) é um halterofilista chinês, bicampeão olímpico.

## Carreira
Lu apareceu no Campeonato Mundial para juniores de 2004 e conquistou medalha de ouro no total olímpico, com 322,5 kg (147,5 no arranque e 175 no arremesso), na categoria até 69 kg.
No Campeonato Mundial de 2009, para adultos, em Goyang, definiu dois recordes mundiais na categoria até 77 kg, um no arranque (174 kg), e um no total olímpico (378 kg).
Nos Jogos Olímpicos de 2012, ganhou ouro na categoria até 77 kg, tendo defininido o recorde mundial no arranque —175 kg,— melhorando seu próprio recorde em 1 kg, e em sua última tentativa ele iria para 177 kg, mas não foi autorizado a fazer a prova, apesar dos protestos de seu treinador, por causa de uma falha de comunicação, depois de seu compatriota Lu Haojie injuriado ter cancelado sua última tentativa; no arremesso Lu Xiaojun levantou 204 kg, somando 379 kg no total, também um novo recorde mundial.
Mais uma vez, no Campeonato Mundial de 2013, em Breslávia, o atleta aumentou seus recordes, ele levantou 176 kg no arranque e somou 380 kg no total.
Nos Jogos Rio 2016, ele terminou a prova do arranque com um novo recorde mundial —177 kg—, mas não conquistou o ouro devido ao recorde mundial no arremesso de Nijat Rahimov, do Cazaquistão, de 214 kg. Lu e Rahimov terminaram com o mesmo total (379 kg), mas Rahimov venceu por ter um peso corporal inferior. No entanto, devido à infrações de doping, como manipulação de urina, Rahimov foi desclassificado em 2022, o que tornaria Lu o legítimo herdeiro da medalha de ouro.
No Campeonato Mundial em novembro de 2018 em Ashgabat, ele foi novamente campeão mundial, que agora começa com uma reestruturação nas classes de peso, passou a competir na categoria até 81 kg, na prova de arranque Lu inicialmente estabeleceu o recorde mundial com 172 kg, então Mohamed Ihab do Egito em sua próxima tentativa levantou 173 kg, superando esse recorde mundial; mas Lu levantou 202 kg no arremesso, que somou 374 kg, que foi um novo recorde mundial devido à essas mudanças de classes de peso.
No Campeonato Mundial de 2019 em Pattaya, ele levantou 171 kg no arranque e definiu o recorde no arremesso com 207 kg, tendo somado 378 kg, que foi um novo recorde no total, e conquistou seu quinto título mundial.
Conquistou o ouro na categoria até 81 kg na Tóquio-2020 e quebrou o recorde de campeão olímpico mais velho do levantamento de peso aos 37 anos de idade.
Em dezembro de 2022, foi revelado que Lu Xiaojun testou positivo em um teste fora de competição para o hormônio estimulador sanguíneo eritropoietina (EPO), a partir de uma amostra de sangue coletada em 30 de outubro de 2022. Lu negou ter tomado qualquer substância proibida e pode solicitar a análise da amostra B de reserva. Ele foi provisoriamente suspenso até que a questão seja resolvida.

## Quadro de resultados
Principais resultados de Lyu Xiaojun:
| Ano                       | Lugar                                | Categoria       | Marca (kg) / pos. | Marca (kg) / pos. | Marca (kg) / pos. | Ref.            |
| Ano                       | Lugar                                | Categoria       | Arranque          | Arremesso         | Total             | Ref.            |
| Jogos Olímpicos           | Jogos Olímpicos                      | Jogos Olímpicos | Jogos Olímpicos   | Jogos Olímpicos   | Jogos Olímpicos   | Jogos Olímpicos |
| ------------------------- | ------------------------------------ | --------------- | ----------------- | ----------------- | ----------------- | --------------- |
| 2012                      | Londres, Inglaterra                  | –77 kg          | 175 / 1           | 204 / 1           | 379 /             |                 |
| 2016                      | Rio de Janeiro, Brasil               | –77 kg          | 177 / 1           | 202 / 1           | 379 /             |                 |
| 2021                      | Tóquio, Japão                        | –81 kg          | 170 / 1           | 204 / 1           | 374 /             | [ 19 ]          |
| Campeonato Mundial        |                                      |                 |                   |                   |                   |                 |
| 2009                      | Goyang, Coreia do Sul                | –77 kg          | 174 /             | 204 /             | 378 /             |                 |
| 2010                      | Antália, Turquia                     | –77 kg          | 170 /             | 200 /             | 370 /             |                 |
| 2011                      | Paris, França                        | –77 kg          | 170 /             | 205 /             | 375 /             |                 |
| 2013                      | Breslávia, Polônia                   | –77 kg          | 176 /             | 204 /             | 380 /             |                 |
| 2015                      | Houston, Estados Unidos              | –77 kg          | 175 /             | Sem marca         | ---               |                 |
| 2018                      | Asgabate, Turquemenistão             | –81 kg          | 172 /             | 202 /             | 374 /             |                 |
| 2019                      | Pattaya, Tailândia                   | –81 kg          | 171 /             | 207 /             | 378 /             |                 |
| Jogos Asiáticos           |                                      |                 |                   |                   |                   |                 |
| 2014                      | Incheon, Coreia do Sul               | –77 kg          | 175 / 1           | 200 / 1           | 375 /             |                 |
| Campeonato Asiático       |                                      |                 |                   |                   |                   |                 |
| 2008                      | Kanazawa, Japão                      | –77 kg          | 158 /             | 188 /             | 346 /             |                 |
| 2011                      | Tongling, China                      | –77 kg          | 160 /             | 192 /             | 352 /             | [ 20 ]          |
| 2019                      | Liampó, China                        | –81 kg          | Não começou       | Não começou       | ---               |                 |
| 2021                      | Tasquente, Usbequistão               | –81 kg          | 174 /             | 199 /             | 373 /             |                 |
| Campeonato Mundial Júnior |                                      |                 |                   |                   |                   |                 |
| 2004                      | Minsk, Belarus                       | –69 kg          | 147,5 /           | 175 /             | 322,5 /           |                 |
| University World Cup      |                                      |                 |                   |                   |                   |                 |
| 2005                      | Villeneuve-Loubet, França            | –77 kg          | 140 / 6           | 160 / 7           | 300 / 6           |                 |
| Outras                    |                                      |                 |                   |                   |                   |                 |
| 2011                      | Fuquiém, China China IWF Grand Prix  | –77 kg          | 145 /             | 183 /             | 328 /             |                 |
| 2019                      | Tóquio, Japão Tokyo 2020 Test Event  | –81 kg          | 160 /             | 190 /             | 350 /             |                 |
| 2019                      | Tramelan, Suiça 49th "Challenge 210" | –81 kg          | Não começou       | Não começou       | ---               |                 |
| 2019                      | Tianjin, China World Cup             | –81 kg          | 160 /             | 190 /             | 350 /             |                 |
| Jogos Nacionais da China  |                                      |                 |                   |                   |                   |                 |
| 2009                      | Jinan, Xantungue                     | –77 kg          | 170 / 1           | 203 / 2           | 373               | [ 21 ] [ 22 ]   |
| 2013                      | Cheniangue, Liaoningue               | –77 kg          | 170 / 1           | 196 / 1           | 366               | [ 23 ]          |
| 2017                      | Tianjin                              | –77 kg          | 170 / 1           | 196 / 1           | 366               | [ 24 ]          |

NOTAS
1. ↑  Edição de 2020 adiada para 2021
2. ↑  Edição de 2020 realizada em 2021

## Quadro de recordes
| Prova                                              | Marca  | Classe de peso | Lugar          | Data       |
| -------------------------------------------------- | ------ | -------------- | -------------- | ---------- |
| Arranque                                           | 174 kg | –77 kg         | Goyang         | 23.11.2009 |
| Total                                              | 378 kg | –77 kg         | Goyang         | 23.11.2009 |
| Arranque                                           | 175 kg | –77 kg         | Londres        | 01.08.2012 |
| Total                                              | 379 kg | –77 kg         | Londres        | 01.08.2012 |
| Arranque                                           | 176 kg | –77 kg         | Breslávia      | 24.10.2013 |
| Total                                              | 380 kg | –77 kg         | Breslávia      | 24.10.2013 |
| Arranque                                           | 177 kg | –77 kg         | Rio de Janeiro | 10.08.2016 |
| Após a reestruturação das classes de peso em 2018: |        |                |                |            |
| Arranque                                           | 172 kg | –81 kg         | Asgabate       | 05.11.2018 |
| Total                                              | 376 kg | –81 kg         | Pattaya        | 22.09.2019 |
| Arremesso                                          | 207 kg | –81 kg         | Pattaya        | 22.09.2019 |
| Total                                              | 378 kg | –81 kg         | Pattaya        | 22.09.2019 |
| Arranque                                           | 174 kg | –81 kg         | Tasquente      | 21.04.2021 |